# Dimitri Borétsky
Dmitri Isaákovich Boretski (en ruso: Борецкий Дмитрий Исаакович) (¿? - Stáraya Rusa, 24 de julio de 1471) fue el hijo mayor de Marfa Borétskaya e Isaak Boretski.
En 1470 tomó parte en un viaje a Hungría donde se casó en secreto con un miembro de la casa de Báthory, llamada Ana, y también participó en la embajada ante el rey Casimiro IV de Polonia, dirigida con el fin de firmar una alianza contra Moscú. Bajo la influencia de su madre se unió a los partidos anti-moscovitas, actuando en favor de la sumisión de Nóvgorod ante Casimiro IV.
En 1471 fue elegido posádnik de Nóvgorod. En el verano de 1471 Dmitri Boretski dirigió la milicia novgorodiense en la Batalla de Shelón contra las tropas moscovitas, donde fue derrotado y hecho prisionero. Bajo las órdenes de Iván III de Moscovia, fue declarado culpable de traición y decapitado en Stáraya Rusa el 24 de julio de 1471.